# Hovedserien 1950/1951
Hovedserien 1950/1951 var Norges högsta division i fotboll säsongen 1950/1951 och löpte från augusti 1950 till juni 1951. Lagen var uppdelade i två grupper, med åtta lag i varje. Fredrikstad vann Grupp A, och Odd Grupp B. Gruppvinnarna spelade finaler, med två matcher. Fredrikstad vann båda, 3–1 och 4–2.

## Grupp A
|   |               | S  | V  | O | F | +  | -   | P  |
| - | ------------- | -- | -- | - | - | -- | --- | -- |
| 1 | Fredrikstad   | 14 | 10 | 3 | 1 | 44 | -14 | 23 |
| 2 | Vålerengen    | 14 | 7  | 5 | 2 | 35 | -21 | 19 |
| 3 | Sandefjord BK | 14 | 5  | 4 | 5 | 24 | -23 | 14 |
| 4 | Viking        | 14 | 5  | 4 | 5 | 19 | -18 | 14 |
| 5 | Brann         | 14 | 5  | 3 | 6 | 24 | -30 | 13 |
| 6 | Strømmen      | 14 | 5  | 3 | 6 | 22 | -29 | 13 |
| 7 | Lisleby       | 14 | 3  | 3 | 8 | 21 | -35 | 9  |
| 8 | Fram (Larvik) | 14 | 2  | 3 | 9 | 14 | -33 | 7  |

## Grupp B
|   |              | S  | V | O | F  | +  | -   | P  |
| - | ------------ | -- | - | - | -- | -- | --- | -- |
| 1 | Odd          | 14 | 7 | 6 | 1  | 31 | -13 | 20 |
| 2 | Lyn          | 14 | 6 | 7 | 1  | 41 | -18 | 19 |
| 3 | Sparta       | 14 | 6 | 4 | 4  | 19 | -16 | 16 |
| 4 | Skeid        | 14 | 6 | 4 | 4  | 29 | -28 | 16 |
| 5 | Sarpsborg    | 14 | 4 | 5 | 5  | 20 | -21 | 13 |
| 6 | Ørn          | 14 | 5 | 3 | 6  | 23 | -25 | 13 |
| 7 | Selbak       | 14 | 3 | 5 | 6  | 22 | -25 | 11 |
| 8 | Kristiansund | 14 | 1 | 2 | 11 | 16 | -55 | 4  |

## Finaler
- 21 juni 1951: Odd - Fredrikstad 1-3
- 26 juni 1951:	Fredrikstad - Odd 4-2 (sammanlagt 7-3)

## Förklaringar
- S = spelade matcher V = vinster = O = oavgjorda F = förluster + - = målskillnad P = poäng.